# Sociedade de Radioamadores de Faróis
A Sociedade de Radioamadores de Faróis (ARLHS) - Amateur Radio Lighthouse Society, dedica-se a comunicações marítimas, radioamadorismo, faróis, e navios-farol. Os seus membros viajam frequentemente para faróis de todo o mundo onde operam equipamentos de radioamadorismo, nas imediações ou no próprio farol. Coleccionar QSLs de faróis é muito popular entre alguns radioamadores. A ARLHS tem mais de 1.576 membros por todo o mundo, de acordo com dados de Julho de 2008. Os benefícios incluem um boletim informativo (newsletter), hospedeiro de listas de e-mails, um programa alargado de galardões, patrocínios de expedições a faróis, certificados, distintivo braçal bordado, a mais completa lista de faróis de todo o mundo capazes de acomodar uma estação de radioamador (mais de 14.900 entradas na última contagem — ver informação abaixo em "Lista Mundial de Faróis"), um portal de web, e muito mais.

## Lista Mundial de Faróis
Para facilitar uma troca de informação eficiente entre radioamadores, quando estão a comunicar de faróis, a ARLHS mantêm um catálogo de faróis chamado Lista Mundial de Faróis (WLOL) - The World List of Lights. A sua principal característica é ter um número de identificação para cada farol, curto, único e facilmente transmissível. A WLOL lista todos os faróis que sejam ou tenham sido uma Ajuda à Navegação (ATN) -  Aid to Navigation e que possam acomodar de modo razoável uma estação de radioamador. Faróis que deixaram de existir, mas que em alguma altura fizeram parte da lista de ATN, também aparecem na lista, designados como históricos. Com mais de 14.000 entradas, a WLOL é de entre os catálogos existentes, um dos mais completos.